# Seznam oper Daniela Aubera
Toto je seznam oper francouzského hudebního skladatele Daniela-Françoise-Esprita Aubera (1782–1871).
| Český název | Původní název                                      | Žánr                                   | Počet dějství      | Libreto | Datum premiéry (a české premiéry)      | Místo, divadlo |
| --- | -------------------------------------------------- | -------------------------------------- | ------------------ | --- | -------------------------------------- | --- |
| Omyl okamžiku | L'Erreur d'un moment                               |                                        | 1                  | Monvel (vlastním jménem Jacques Marie Boutet)                                                                    | 1805                                   | Paris, Salle Doyen Revidovaná verze pod názvem Julie: Château de Chimay, Belgie, 1811                                                                 |
| Jean de Couvain | Jean de Couvain                                    |                                        | 3                  | Népomucène Lemercier                                                                                             | září 1812                              | Château de Chimay. Belgie |
| Vojenská stance | Le Séjour militaire                                |                                        | 1                  | Jean-Nicolas Bouilly a Emanuel Mercier-Dupaty                                                                    | 27. února 1813                         | Paris, Opéra-Comique |
| Závěť a milostná psaníčka | Le Testament et les billets doux                   | komedie se zpěvy (comédie avec chants) | 1                  | François-Antoine-Eugène Planard                                                                                  | 18. září 1819                          | Paris, Opéra-Comique |
| Pastýřka hradní paní | La Bergère châtelaine                              | opéra comique                          | 3                  | François-Antoine-Eugène Planard                                                                                  | 27. ledna 1820                         | Paris, Opéra-Comique |
| Emma aneb Neuvážený slib | Emma, ou La Promesse imprudente                    | opéra comique                          | 3                  | François-Antoine-Eugène Planard                                                                                  | 7. července 1821                       | Paris, Opéra-Comique |
| Leicester aneb Hrad Kenilworth | Leicester, ou Le Château de Kenilworth             | opéra comique                          | 3                  | Eugène Scribe a Mélésville (vl. jm. Anne-Honoré-Joseph baron de Duveyrier), podle sira Waltera Scotta            | 25. ledna 1823                         | Paris, Opéra-Comique |
| Sníh aneb Nový Einhard | La Neige, ou Le Nouvel Éginhard                    | opéra comique                          | 4                  | Eugène Scribe a Germain Delavigne                                                                                | 9. října 1823 (7. června 1824)         | Paris, Opéra-Comique (Praha, Stavovské divadlo) |
| Vendôme ve Španělsku (spolu s Ferdinandem Héroldem) | Vendôme en Espagne                                 | drame lyrique                          | 1                  | Adolphe-Simonis Empis a Édouard Mennechet                                                                        | 5. prosince 1823                       | Paris, Opéra |
| Tři druhy (spolu s Françoisem-Adrienem Boieldieuem) | Les Trois Genres                                   |                                        | Prolog a 1 dějství | Eugène Scribe, Emanuel Mercier-Dupaty a Michel Pichat                                                            | 27. dubna 1824                         | Paris, Odéon |
| Koncert u dvora aneb Debutantka | Le Concert à la cour, ou La Débutante              |                                        | 1                  | Eugène Scribe a Mélésville (vl. jm. Anne-Honoré-Joseph baron de Duveyrier)                                       | 5. května 1824 (19. března 1827)       | Paris, Opéra-Comique (Bruno, Divadlo Reduta) |
| Leokadie | Léocadie                                           | drame lyrique                          | 3                  | Eugène Scribe a Mélésville (vl. jm. Anne-Honoré-Joseph baron de Duveyrier), podle Miguela de Cervantese Saavedry | 4. listopadu 1824 (6. listopadu 1826)  | Paris, Opéra-Comique (Brno, Divadlo Reduta) |
| Zedník a zámečník | Le Maçon                                           | opéra comique                          | 3                  | Eugène Scribe a Germain Delavigne                                                                                | 3. května 1825 (11. února 1826)        | Paris, Opéra-Comique (Brno, Divadlo Reduta) |
| Nesmělý pán aneb Nový svůdce | Le Timide, ou Le Nouveau Séducteur                 | opéra comique                          | 3                  | Eugène Scribe a Xavier Boniface, zvaný Saintine                                                                  | 2. června 1826                         | Paris, Opéra-Comique |
| Fiorella | Fiorella                                           | opéra comique                          | 3                  | Eugène Scribe | 28. listopadu 1826 (3. ledna 1829)     | Paris, Opéra-Comique (Praha, Stavovské divadlo) |
| Nevěsta | La Fiancée                                         | opéra comique                          | 3                  | Eugène Scribe, podle Les contes de l'atelier Michela Massona a Raymonda Bruckera                                 | 10. ledna 1829 (26. dubna 1830)        | Paris, Opéra-Comique (Brno, Divadlo Reduta) |
| Němá z Portici | La Muette de Portici (Masaniello)                  | grand opéra                            | 5                  | Eugène Scribe a Germain Delavigne                                                                                | 29. února 1828 (30. července 1829)     | Paris, Opéra (Praha, Stavovské divadlo) |
| Fra Diavolo aneb Hostinec v Terracině | Fra Diavolo, ou L’Hôtellerie de Terracine          | opéra comique                          | 3                  | Eugène Scribe | 28. ledna 1830 (14. března 1831)       | Paris, Théâtre Feydeau (Brno, Divadlo Reduta). Revidovaná verze v italštině s doplněnými čísly a recitativy: Londýn, Lyceum Theatre, 9. července 1857 |
| Bůh a bajadéra aneb Zamilovaná kurtizána | Le Dieu et la Bayadère, ou La Courtisane amoureuse | opéra-ballet                           | 2                  | Eugène Scribe | 13. října 1830                         | Paris, Opéra-Comique |
| Nápoj lásky | Le Philtre                                         | opéra comique                          | 2                  | Eugène Scribe | 15. června 1831 (15. října 1832)       | Paris, Opéra-Comique (Brno, Divadlo Reduta) |
| Markýza de Brinvilliers (spolu s Désiré-Alexandrem Battonem, Henrim Montanem Bertonem, Giuseppem Markem Maria Felicem Blanginim, Françoisem-Adrienem Boieldieuem, Michelem Carafou, Luigim Cherubinim, Ferdinandem Héroldem a Ferdinandem Paërem) | La Marquise de Brinvilliers                        | drame lyrique                          | 3                  | Eugène Scribe a Castil-Blaze                                                                                     | 31. října 1831                         | Paris, Opéra-Comique |
| Přísaha aneb Penězokazi | Le Serment, ou Les Faux-Monnayeurs                 | opera                                  | 3                  | Eugène Scribe a Edouard-Joseph Mazères                                                                           | 1. října 1832 (31. ledna 1866)         | Paris, Opéra (Praha, Prozatímní divadlo) |
| Gustav III. aneb Maškarní ples | Gustave III, ou Le Bal masqué                      | grand opéra                            | 5                  | Eugène Scribe | 27. února 1833 (26. ledna 1869?)       | Paris, Opéra (Praha, Prozatímní divadlo?) |
| Lestocq aneb Úklady a láska | Lestocq, ou L’Intrigue et l’amour                  | opéra comique                          | 4                  | Eugène Scribe | 24. května 1834                        | Paris, Opéra-Comique |
| Bronzový kůň | Le Cheval de bronze                                | opéra féerie                           | 3                  | Eugène Scribe | 28. března 1835 (1. února 1896)        | Paris, Opéra (Praha, Nové německé divadlo). Revize jako opéra-ballet; Paříž, Opéra, 21. září 1857                                                     |
| Akteon | Actéon                                             |                                        | 1                  | Eugène Scribe | 23. ledna 1839                         | Paris, Opéra-Comique |
| Bílé karkulky | Les Chaperons blancs                               | opéra comique                          | 3                  | Eugène Scribe | 26. března 1836                        | Paris, Opéra-Comique |
| Vyslankyně | L'Ambassadrice                                     | opéra comique                          | 3                  | Eugène Scribe | 21. prosince 1836 (20. dubna 1839)     | Paris, Opéra-Comique (Praha, Stavovské divadlo) |
| Slavnost ve Versaillích | La Fête de Versailles                              | intermezzo                             | 1                  | Eugène Scribe | 10. června 1837                        | Versailles |
| Černé domino | Le Domino noir                                     | opéra comique                          | 3                  | Eugène Scribe | 2. prosince 1837 (19. února 1839)      | Paris, Opéra-Comique (Praha, Stavovské divadlo) |
| Jezero víl | Le Lac des fées                                    | grand opéra                            | 5                  | Eugène Scribe a Mélésville (vl. jm. Anne-Honoré-Joseph baron de Duveyrier)                                       | 1. dubna 1839                          | Paris, Opéra |
| Zanetta aneb Hrátky s ohněm | Zanetta, ou Jouer avec le feu                      | opéra comique                          | 3                  | Eugène Scribe a Jules-Henri Vernoy de Saint-Georges                                                              | 18. května 1840 (27. srpna 1841)       | Paris, Opéra-Comique (Praha, Stavovské divadlo) |
| Korunní diamanty | Les Diamants de la couronne                        | opéra comique                          | 3                  | Eugène Scribe a Jules-Henri Vernoy de Saint-Georges                                                              | 6. března 1841 (13. srpna 1842)        | Paris, Opéra-Comique (Praha, Stavovské divadlo) |
| Vévoda z Olonne | Le Duc d'Olonne                                    | opéra comique                          | 3                  | Eugène Scribe a Xavier Boniface, zvaný Saintine                                                                  | 4. února 1842 (15. srpna 1843)         | Paris, Opéra-Comique (Praha, Stavovské divadlo) |
| Ďáblův podíl | Le Part du diable                                  | opéra comique                          | 3                  | Eugène Scribe | 16. ledna 1843 (17. února 1844)        | Paris, Opéra-Comique (Praha, Stavovské divadlo) |
| Siréna | La Sirène                                          | opéra comique                          | 3                  | Eugène Scribe | 26. března 1844 (5. listopadu 1844)    | Paris, Opéra-Comique (Brno, Divadlo Reduta) |
| Barkarola aneb Láska a hudba | La Barcarolle, ou L’Amour et la musique            | opéra comique                          | 3                  | Eugène Scribe | 22. dubna 1844                         | Paris, Opéra-Comique |
| První krůčky (spolu s Adolphem Adamem, Michelem Carafou a Jacquesem Fromentalem Halévym) | Les Premiers Pas                                   |                                        | 1                  | Alphonse Royer a Gustave Vaëz                                                                                    | 15. listopadu 1847                     | Paris, Opéra-National |
| Haydée aneb Tajemství | Haydée, ou Le Secret                               |                                        | 3                  | Eugène Scribe, na základě povídky Prospera Meriméa Le parti de trictrac (1830)                                   | 28. prosince 1847 (27. listopadu 1849) | Paris, Opéra-Comique (Praha, Stavovské divadlo) |
| Marnotratné dítě | L'Enfant prodique                                  | grand opéra                            | 5                  | Eugène Scribe | 6. prosince 1850                       | Paris, Opéra |
| Zerlina aneb Košík pomerančů | Zerline, ou La Corbeille d’oranges                 | opera                                  | 3                  | Eugène Scribe | 16. května 1851                        | Paris, Opéra |
| Marco Spada | Marco Spada                                        | opéra comique                          | 3                  | Eugène Scribe a Germain Delavigne; poslední obraz podle La confession du bandit Horace Verneta                   | 21. prosince 1852                      | Paris, Opéra-Comique Revize jako balet Marco Spada, ou La Fille du bandit, Paříž, Opéra, 1. dubna 1857                                                |
| Jenny Bell | Jenny Bell                                         | opéra comique                          | 3                  | Eugène Scribe | 2. června 1855                         | Paris, Opéra-Comique |
| Manon Lescaut | Manon Lescaut                                      | opéra comique                          | 3                  | Eugène Scribe, podle L'histoire du chevalier des Grieux et de Manon Lescaut Antoina-Françoise Prévosta           | 23. února 1856                         | Paris, Opéra-Comique |
| Kavkazanka | La Circassienne                                    | opéra comique                          | 3                  | Eugène Scribe | 2. února 1861                          | Paris, Opéra-Comique |
| Nevěsta garbského krále | La Fiancée du roi de Garbe                         | opéra comique                          | 3                  | Eugène Scribe a Jules-Henry Vernoy de Saint-Georges                                                              | 11. ledna 1864                         | Paris, Opéra-Comique |
| První den štěstí | Le Premier Jour de bonheur                         | opéra comique                          | 3                  | Adolphe-Philippe d'Ennery (vl. jm. Dennery) a Eugène Cormon                                                      | 15. února 1868 (1. září 1868)          | Paris, Opéra-Comique (Praha, Prozatímní divadlo) |
| Sen o lásce | Rêve d'amour                                       | opéra comique                          | 3                  | Adolphe-Philippe d'Ennery (vl. jm. Dennery) a Eugène Cormon                                                      | 20. prosince 1869                      | Paris, Opéra-Comique |